# Colombano di Bobbio
Colombano (in irlandese: Colum Bán, «Colomba bianca»; latino: Columbanus; Monte Leinster, 540 circa – Bobbio, 23 novembre 615) è stato un monaco missionario ed evangelizzatore celtico, uomo di azione ed abile diplomatico, noto per aver fondato da abate numerosi monasteri e chiese in Europa. È venerato come santo dalla Chiesa celtica, dalla Chiesa romana, dalle Chiese ortodosse e dalla Comunione anglicana.
È conosciuto anche con altri nomi, impropri e più rari, quali san Colombano di Luxeuil (in Francia) o san Columba il Vecchio o san Collin in certe zone irlandesi.
Tramite le sue numerose fondazioni contribuì alla diffusione in Europa del monachesimo celtico. Diffuse, con il Paenitentiale, l'uso della confessione privata in sostituzione di quella pubblica per il sacramento della penitenza.

## Biografia
Colombano nacque attorno al 540 all'ombra del Monte Leinster, nel Regno di Leinster, oggi tra le contee di Wexford e Carlow del Leinster (Irlanda centro-orientale).
Secondo la leggenda agiografica della sua vita, la madre, in attesa della sua nascita, avrebbe visto un sole uscire dal suo seno per recare al mondo una grande luce.

### Formazione e scelta monastica in Irlanda
Colombano andò a scuola presso un maestro laico (fer-lèighin), apprendendo a leggere e a scrivere con notevole impegno, applicandosi alle arti liberali delle lettere, agli studi grammaticali, alla retorica, alla geometria e a tutte le Sacre scritture. Come gli altri giovani si occupava inoltre dei lavori della famiglia (allevamento del bestiame, conciatura delle pelli, caccia e pesca) e apprese anche a cavalcare e ad usare l'arco e la spada.
Mentre la famiglia ed il clan prospettavano per lui un futuro radioso, egli pensieroso e titubante cercò una fuga dalle lusinghe del mondo pur rimanendo in famiglia nel villaggio. L'incontro nella foresta con una donna pellegrina consacrata a Dio fu rivelatore, ella riconobbe in lui la vocazione e la preparazione evangelica missionaria e gli rivelò che per il suo futuro doveva lasciare la famiglia e la terra natale per farsi pellegrino di Cristo.
A quindici anni quindi decise di farsi monaco, nonostante l'opposizione della madre, lasciando amici e compagni ed il clan. La madre, spinta dal dolore e dalla disperazione materna, nell'ultimo addio cercò di fermargli il passo davanti alla soglia di casa, urlando e gettandosi sul pavimento, ma egli rispose con un passo del Vangelo: chi ama il padre e la madre più di me non è degno di me, quindi oltrepassò la soglia e la madre salutandola per l'ultima volta.
Questo accadimento segnò Colombano molto più di quel che si pensi, infatti ogni volta che finalmente dopo tanta fatica, sacrificio e dedizione poteva ritagliarsi un momento di pace e tranquillità in un posto che poteva chiamarsi casa, ecco che il fuoco e l'ardore missionario della peregrinatio si facevano più forti e quindi inesorabile ed inarrestabile la ripresa del cammino errante da pellegrino con una nuova meta ed una nuova avventura.

### Perfezionamento a Cluane Inis e Vita monastica nel Monastero di Bangor

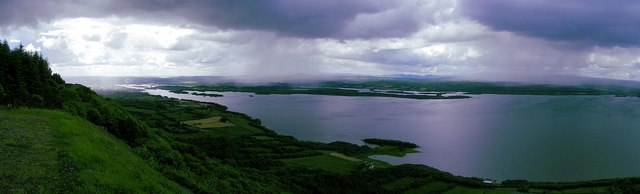
Panoramica del Lough Erne

Si recò al monastero di Cleenish Island (Cluane Inis, in gaelico - Cleenish Island, Upper Lough Erne, Co. Fermanagh), sull'isola di Cleenishmeen Island dei laghi Lough Erne (il monastero di Cleenish in seguito venne ricostruito a Bellanaleck, cui rimangono i resti e la chiesa), dove venne accolto dall'abate Sinneill, che aveva studiato nell'Abbazia di Clonard con Columba di Iona (Columcille). Qui Colombano perfezionò le Sacre Scritture e apprese il latino.
Terminati gli studi si trasferì presso l'abbazia di Bangor (Irlanda del Nord), dove sotto la guida dell'abate Comgall si praticava una stretta disciplina ascetica e la mortificazione corporale. Qui entrando nella comunità monastica si dedicò completamente alla preghiera fino agli estremi della mortificazione corporale. Oltre alla preghiera il lavoro e soprattutto lo studio anche applicato ai numerosi codici e pergamene.

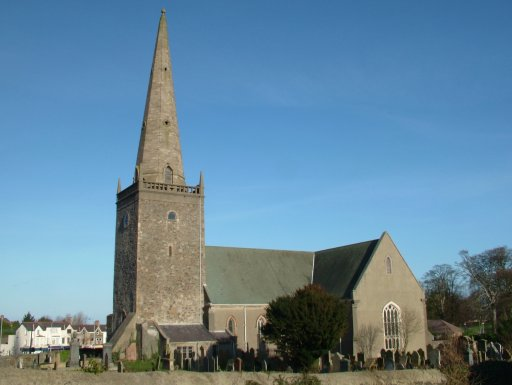
Il monastero di Bangor

Bangor era una cittadella monastica che nel massimo splendore arrivò ad accogliere fino a tremila monaci. Caratteristica la veste bianca, che li rendeva sia simili ai monaci orientali ma anche agli antichi druidi, rimarcando agli occhi dei Celti il carattere di sacralità di questi uomini.
Dopo aver trascorso molti anni nel monastero rivelò all'abate il desiderio di intraprendere la vita missionaria e di lasciare il monastero e la terra irlandese. Dopo molte insistenze e dopo molto tempo riuscì a convincere l'abate Comgall, egli ormai venerando già prospettava di lasciare il monastero nelle mani capaci e sapienti di Colombano, ma di fronte a tale vocazione e ardore missionario si arrese, radunando l'intera comunità dei monaci nella preghiera e formando assieme a lui un gruppo di giovani monaci che lo avrebbero accompagnato nella sua missione.
Inizia quindi da Bangor per Colombano, secondo la tradizione monastica irlandese, la peregrinatio pro Domino, partendo da pellegrino missionario per fondare altri nuclei religiosi e monasteri, evangelizzando e diffondendo la fede cristiana e la cultura.

### Colombano con dodici compagni lascia l'Irlanda
Partì da Bangor verso il 590, all'età di 50 anni, imbarcandosi con 12 monaci suoi compagni del monastero di Bangor: Gall (san Gallo), Autierne, Cominin, Eunoch, Eogain, Potentino, Colum (Colomba il giovane), Deslo (Deicolo), Luan, Aide, Léobard, e Caldwald.
Visitò l'isola di Man e la piccola isola di San Patrizio.
Sbarcato quindi in Cornovaglia, visitò il monastero di Bodmin Moor fondato da san Guron (o Goronus). Percorrendo l'antica strada romana che collegava Padstow con Fowey e Lostwithiel, visitò anche il monastero di Tintagel e arrivò a Plymouth, da dove si imbarcò nuovamente per le Gallie. I due villaggi di Saint-Colomb-Major e Saint-Colomb-Minor di Newquay testimoniano questo passaggio.

### Arrivo in Francia, i monasteri in Borgogna e l'abbazia di Luxeuil

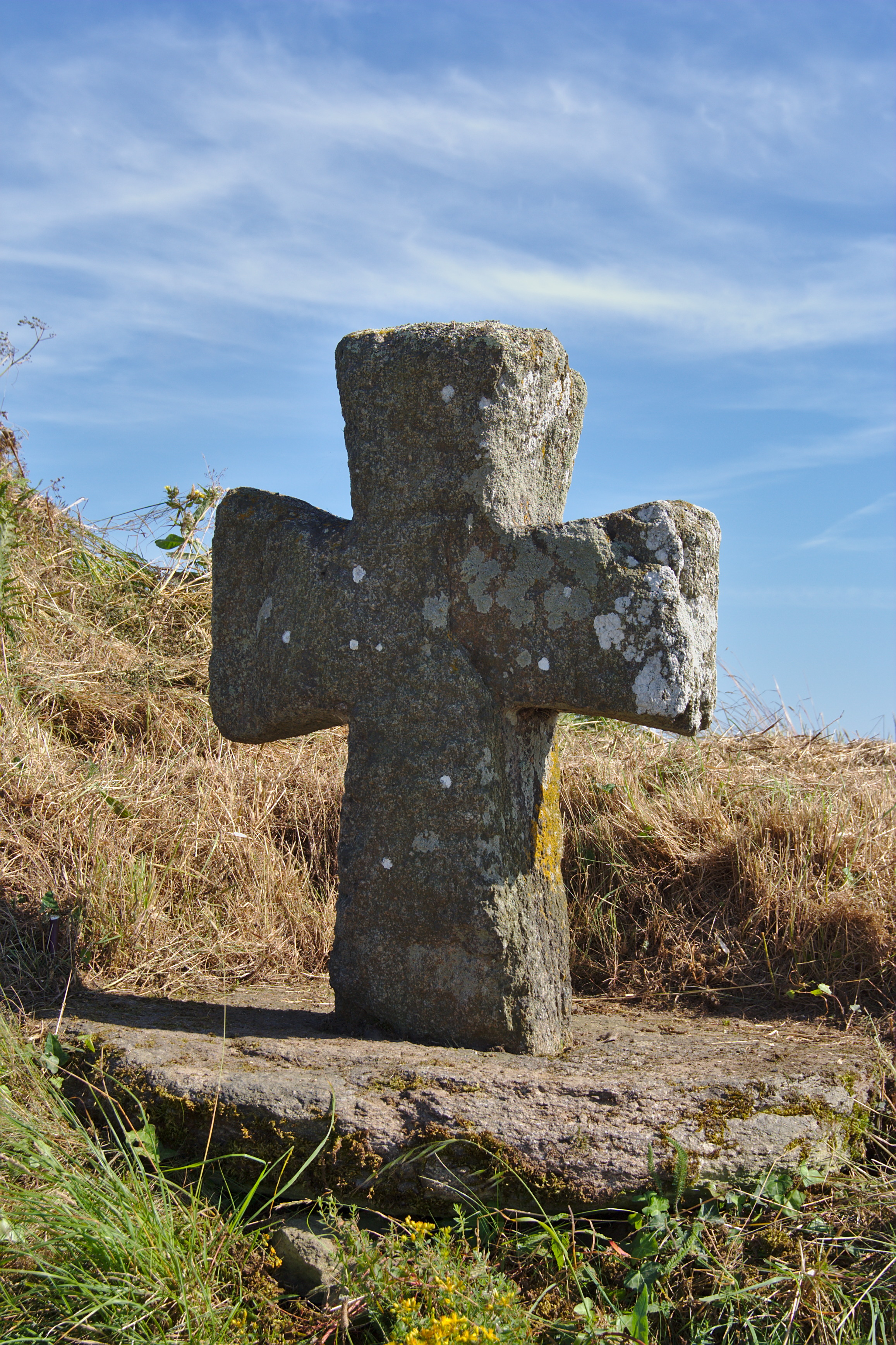
La grande croce medievale sulla spiaggia di Saint-Coulomb

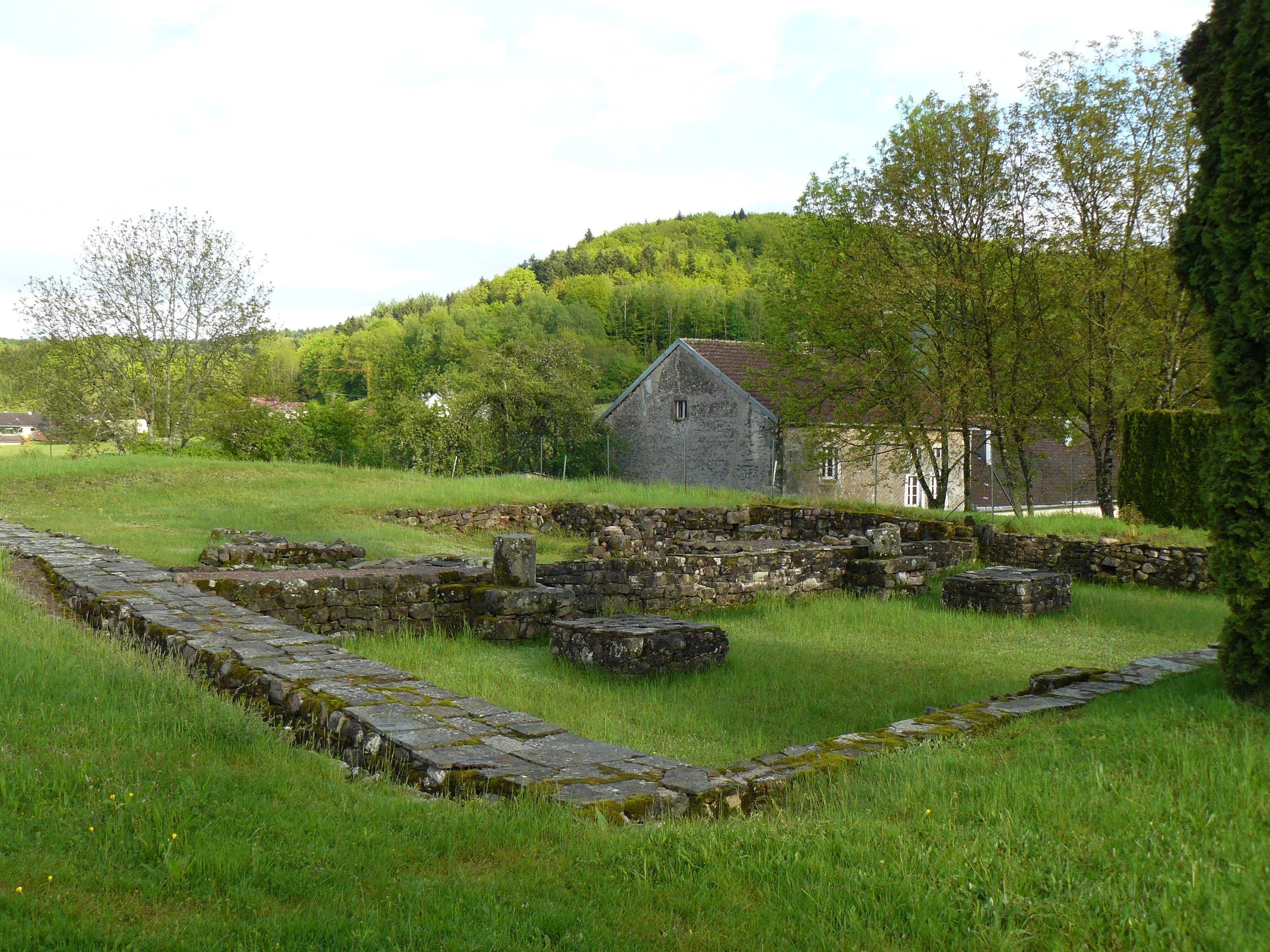
Le rovine del monastero di Annegray

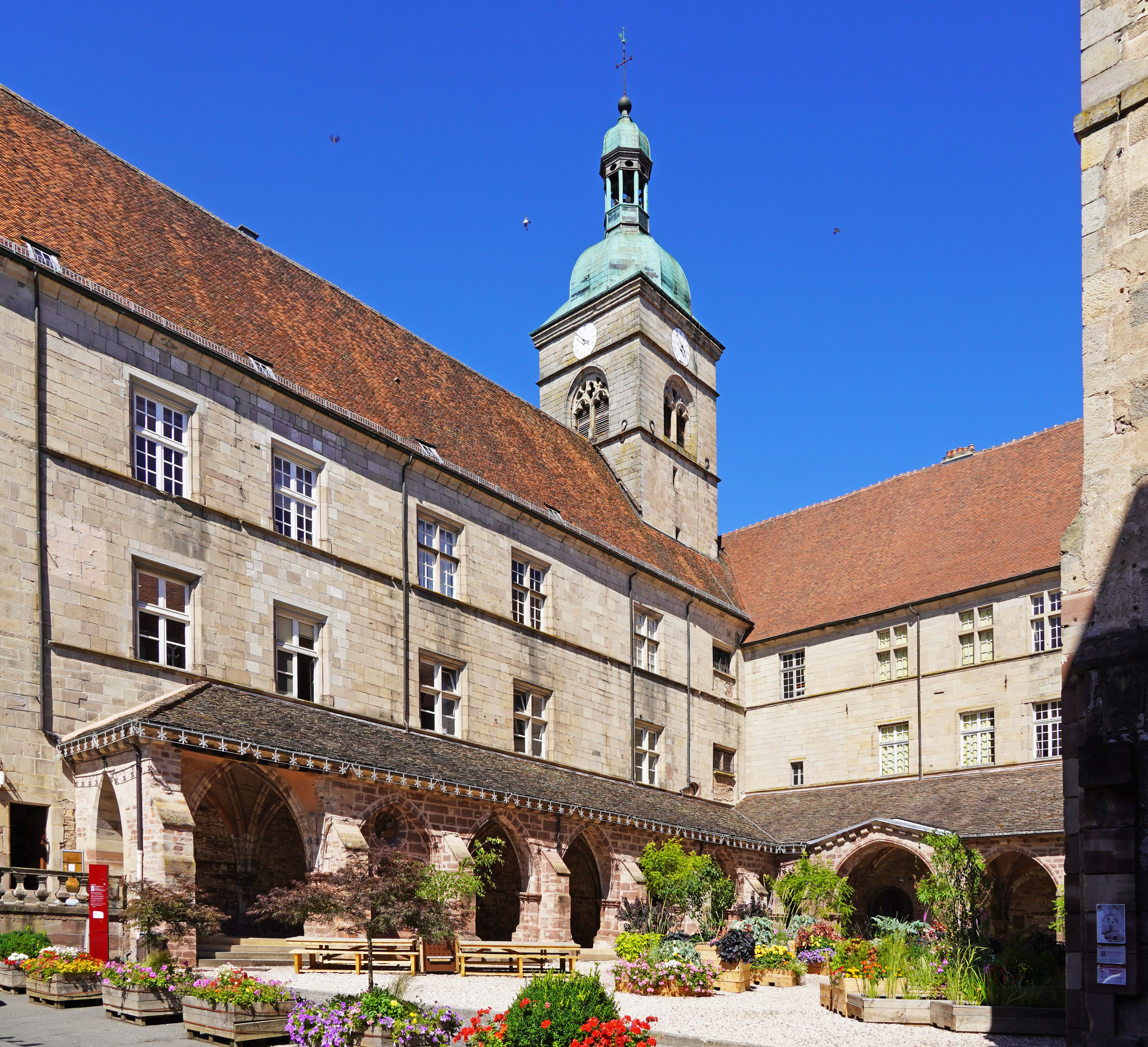
L'Abbazia di Luxeuil

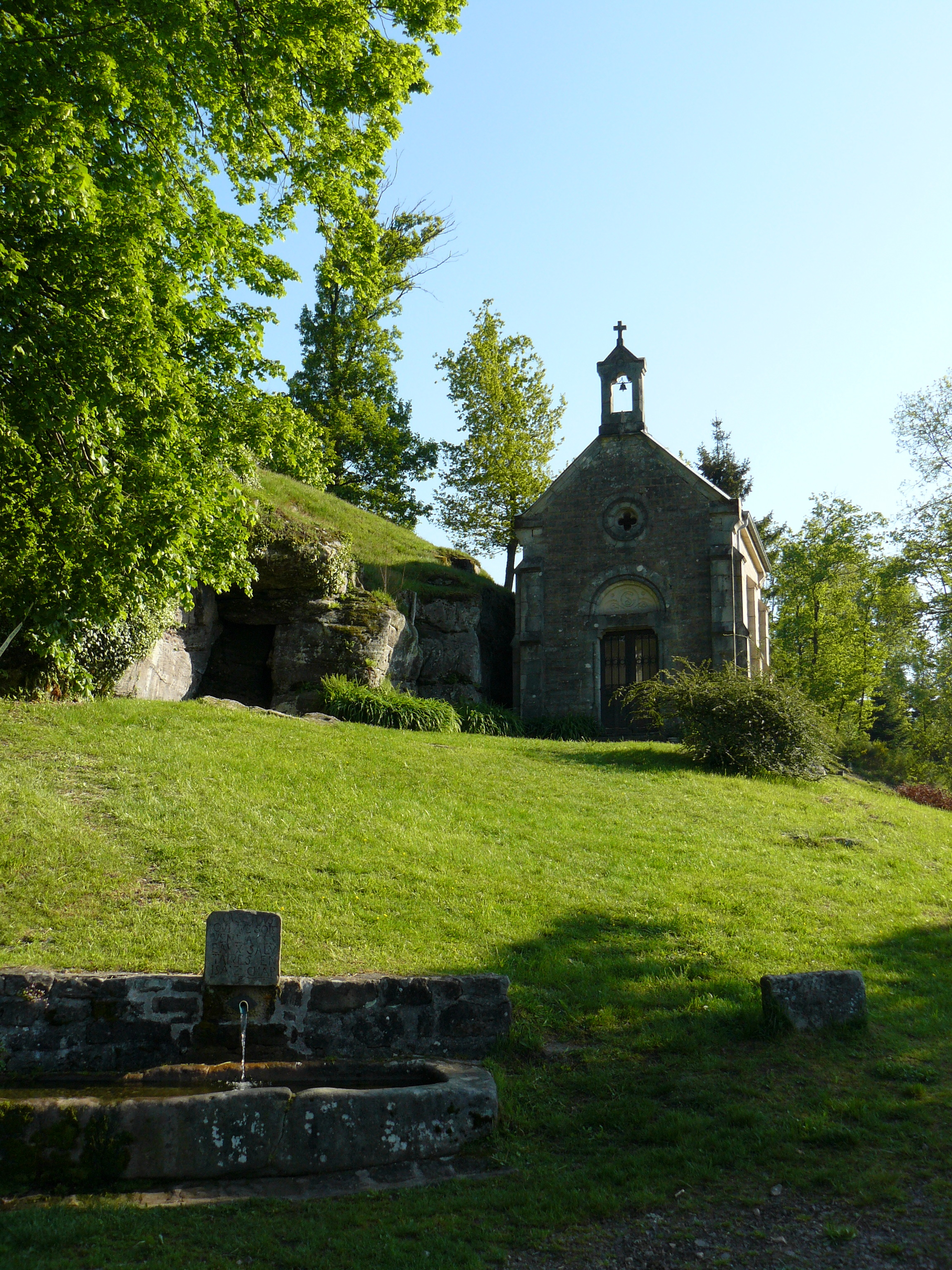
La Grotta e la Chiesetta di San Colombano a Sainte-Marie-en-Chanois

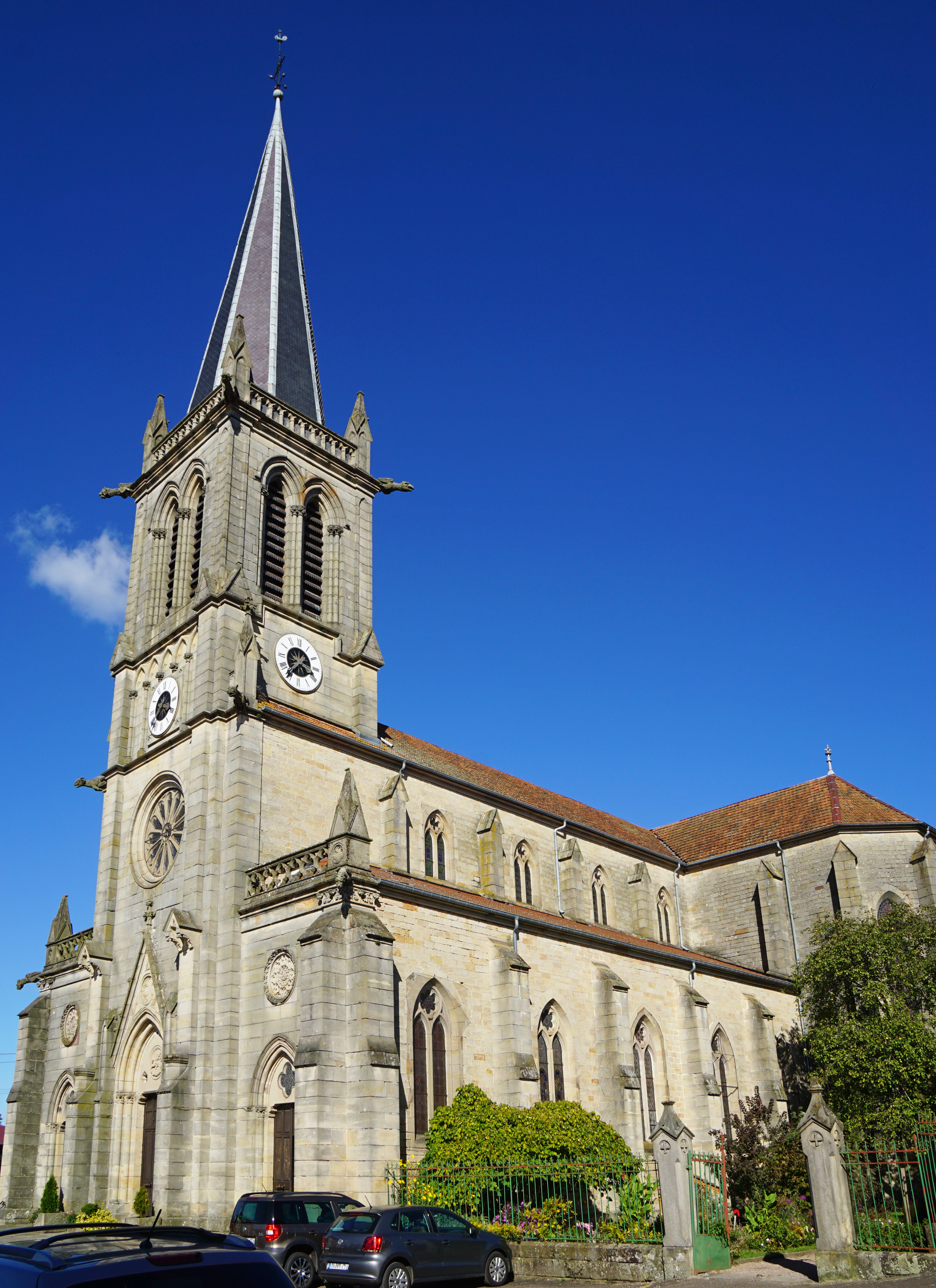
La chiesa di San Pancrazio, già monastero di Fontaine

Colombano sbarca sul continente in Gallia, approdando nell'antica Armorica, odierna Bretagna nella Francia merovingia nei pressi di Saint-Malo e di Mont-Saint-Michel, presso la spiaggia di Guesclin di Saint-Coulomb, nel luogo dove in seguito venne posta una grande croce. Si recò quindi a Rouen, Noyon e Reims in Austrasia dove venne accolto dal re Childeberto II, successivamente passò in Burgundia dove regnava associato al trono sempre Childeberto II e l'ormai anziano re Gontrano. Grazie alle concessioni del re fondò tre monasteri nel cuore dei Vosgi (Annegray, Luxeuil e Fontaine).
Ad Annegray (La Voivre) san Colombano e i suoi compagni riadattarono un antico castello diroccato, ed edificarono un monastero tra il 591 ed il 592, con una chiesa dedicata a san Martino di Tours. All'inizio i monaci vissero di elemosina e questue, senza preoccuparsi della fame del freddo e delle malattie, si cibavano delle poche risorse della foresta e dei pesci dei fiumi, ma in seguito appena fu possibile si dedicarono alla coltivazione dei campi.
La loro disciplina di vita era rigidissima: silenzio, preghiera, lavoro, mortificazioni e frequenti digiuni anche per la scarsità di cibo. Conducevano una vita solitaria, eppure la loro fama di santità si diffuse ben rapidamente nelle zone circostanti.
San Colombano si ritirava nelle grotte dei dintorni per vivervi da eremita, una di queste a Sainte-Marie-en-Chanois, ne ospita ancora la memoria con una cappella dedicata al santo nei pressi della grotta, dove secondo la leggenda dimorava un grande orso che lasciò con mitezza il luogo senza farvi ritorno e miracolosamente sgorgò l'acqua per dissetare il santo nei momenti di ritiro spirituale o quaresimale.
Ben presto le vocazioni cominciarono a moltiplicarsi e divennero numerose le richieste di entrare nella comunità monastica che si ingrandì tanto che fu presto necessario creare un nuovo centro monastico a 8 miglia verso sud-est, presso le rovine dell'odierna città di Luxeuil-les-Bains, allora conosciuta come Luxovium, famosa come città romana dotata di un ricco castello e di terme di acque calde.
Il castello venne trasformato nel nucleo centrale della grande Abbazia dedicato a San Pietro. Ben presto recuperarono la città e le terme dalle acque medicinali.
Un altro monastero, con una chiesa dedicata a san Pancrazio, venne fondato successivamente anche a Fontaine, luogo scelto sempre per la ricchezza di acque termali.

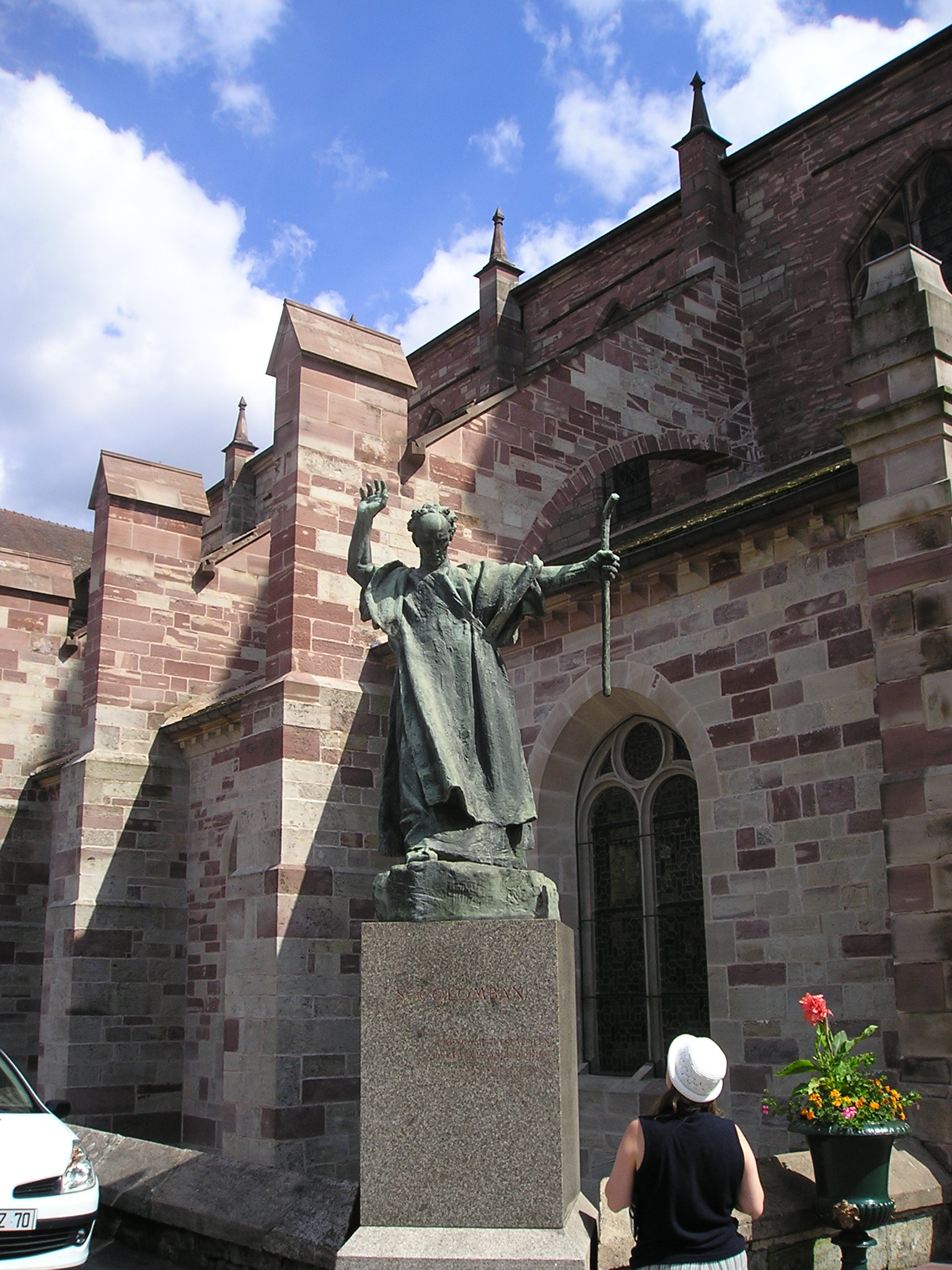
La statua del santo a Luxeuil

San Colombano si trasferì nel 593 a Luxeuil, da dove diresse i tre monasteri con i suoi priori. Vi scrisse due regole, la Regula monachorum (che disegna l'immagine ideale del monaco) e la Regula coenobialis (codice e regola dei monaci nel monastero), e il Paenitentiale, colonne portanti della Regola di San Colombano.
La vita monastica oltre che sul lavoro e la preghiera, era basata su pratiche ascetiche e sulla penitenza e comprendeva inoltre la pratica della lettura e scrittura quotidiane dei monaci, per alimentarne lo spirito: nei monasteri vennero anche fondati gli scriptoria, per la produzione di pergamene per copiare i numerosi scritti sia religiosi che soprattutto nel numeroso campo delle arti liberali, scienze, musica ed arti varie allora conosciuti allo scopo di preservare gli antichi testi classici greci e latini che scienze e conoscenze moderne, per diffonderne il sapere.

### Attriti e contrasti con il clero romano e la casa regnante, la regina Brunechilde e la cacciata di Colombano
Benvoluti dai potenti ed acclamati dalle folle, questi religiosi intransigenti e severi con sé stessi e con il prossimo, godevano della stima di tutti. Ad interrompere questa armoniosa sintonia intervennero fattori e circostanze concomitanti al progressivo radicarsi dei monaci colombaniani nella regione.
Le prime difficoltà arrivarono da parte del clero romano, essendo i monaci appartenenti alla Chiesa celtica. Nel giro di pochi anni i fedeli avevano cominciato a frequentare in massa questi monasteri, dove ricevevano cure mediche ed istruzioni pratiche sui metodi di coltivazione ed aratura delle terre. Molti avevano scelto i territori monastici come luogo sicuro dove stabilirsi per proteggersi dalle angherie dei potenti di turno. Così i piccoli centri divennero ben presto fiorenti cittadine con centri di scambio commerciale, agricolo e fiere.
Alcuni vescovi della Borgogna mal digerivano il fiero spirito indipendente di questo monaco irlandese, cocciuto e poco incline al compromesso. Egli negava loro qualsiasi potere di giurisdizione sui territori dell'abbazia e dei monasteri dell'ordine, secondo principi ed usi prettamente irlandesi che consideravano qualunque suolo evangelizzato dal paganesimo con una fondazione monastica, autonomo ed indipendente, con usi, leggi e consuetudini irlandesi, come fosse terra irlandese, secondo un'antica tradizione riconosciuta dalla chiesa.
Soprattutto nacquero sospetti sulle novità della confessione e della penitenza tariffata al posto di quella rara in forma pubblica di fronte al popolo o di quella unica all'avvicinarsi della morte.
I monasteri entrarono definitivamente in conflitto con l'episcopato della Chiesa di Roma francese agli inizi del VII secolo, quando i sospetti si tramutarono in ostilità, allorché Colombano ebbe il coraggio di rimproverarli apertamente per i costumi di alcuni di loro.
Egli si difese denunciando che il peccato non è una colpa, ma una malattia che può colpire tutti, anche i vescovi ed i potenti, e quindi per curare la malattia occorre una cura adeguata al male, ma dato che l'uomo può ammalarsi nuovamente occorre che la cura sia ripetuta.
Colombano desiderava seguire le tradizioni della propria terra di origine che divergevano dalla liturgia della chiesa continentale e romana, in particolare nel differente calcolo della data della Pasqua, ritenuto da Colombano giusto secondo il calendario romano in uso al tempo di Gesù e dell'evangelizzazione dell'Irlanda.
Sulla datazione pasquale Colombano entrò quindi in aperto conflitto con l'episcopato e con l'allora re di Burgundia Teodorico II, tanto da essere ufficialmente convocato in processo ecclesiastico.
Fu convocato nel 603 a Chalon-sur-Saône per rendere conto davanti a un sinodo delle sue consuetudini relative alla penitenza e soprattutto sulla Pasqua. Invece di presentarsi al sinodo, egli mandò una lettera in cui minimizzava la questione sottoponendola al Papa, e invitando i Padri sinodali a discutere non solo del problema della data della Pasqua, problema piccolo secondo lui, «ma anche di tutte le necessarie normative canoniche che, cosa più grave, sono disattese da molti» (cfr Epistula II,1). Contemporaneamente scrisse a papa Bonifacio IV, come qualche anno prima già si era rivolto a papa Gregorio Magno (cfr Epistula I) per difendere la tradizione irlandese (cfr Epistula III), ma lasciando ogni decisione al papa, suo unico superiore a cui si sarebbe uniformato, e non ad un anonimo sinodo locale.
Anche con la casa regnante iniziarono, quasi contemporaneamente, diversi contrasti.
Inizialmente i rapporti erano stati piuttosto sereni, ma di fronte agli atteggiamenti peccaminosi del sovrano, la schiettezza di Colombano che condannava questi atti in modo aperto, divenne scomoda al punto da non essere più tollerata.
La regina reggente Brunechilde, nonna del re e vera sovrana indiscussa, fu fortemente irritata dalle sue critiche al comportamento proprio e del nipote. Nel 609 Colombano fu espulso da Luxeuil e incarcerato a Besançon, da dove però, allentatasi la sorveglianza, riuscì a fuggire per tornare a Luxeuil. Nuovamente arrestato, nel 610 fu condotto in barca lungo la Loira verso Nantes, da dove avrebbe dovuto ritornare per mare verso l'Irlanda con i suoi dodici compagni.
Secondo la leggenda agiografica, durante il viaggio, giunti presso Tours, essendogli stato negato dai soldati il permesso di visitare la tomba di san Martino, il battello si diresse miracolosamente verso l'approdo, dove si incagliò, e i soldati riuscirono a rimuoverlo solo dopo che a Colombano fu concesso quanto desiderava. A Nantes l'assoluta mancanza di vento impedì la partenza verso l'Irlanda e, quando la scorta si fu miracolosamente addormentata, Colombano sfuggì di nuovo alla sorveglianza.

### Neustria e Austrasia
Sfuggito al re burgundo, Colombano passò quindi in Neustria, dirigendosi verso Rouen, Soissons e Parigi. Qui regnava Clotario II, che gli concesse la sua protezione. In Neustria, santa Fara (Borgundofara), figlia di amici di Colombano, fondò l'abbazia femminile di Faremoutiers, mentre il santo e i suoi compagni e seguaci fondarono altri monasteri, tra i quali Remiremont, Rebais, Jumièges, Noirmoutier, Saint-Omer.
Colombano si spostò quindi nel 611 alla corte di Teodeberto II, re d'Austrasia, passando per le città di Coblenza, Magonza, Strasburgo, Basilea e Costanza. Il re lo invitò ad evangelizzare le terre ancora pagane dei Sassoni e degli Alemanni lungo il fiume Reno e Colombano fondò un nuovo monastero a Bregenz, sulla riva del lago di Costanza, l'eremo di Sant'Aurelia. Egli venne però espulso dal duca alemanno Cunzone, su istigazione della popolazione pagana locale.

### In Italia e a Bobbio

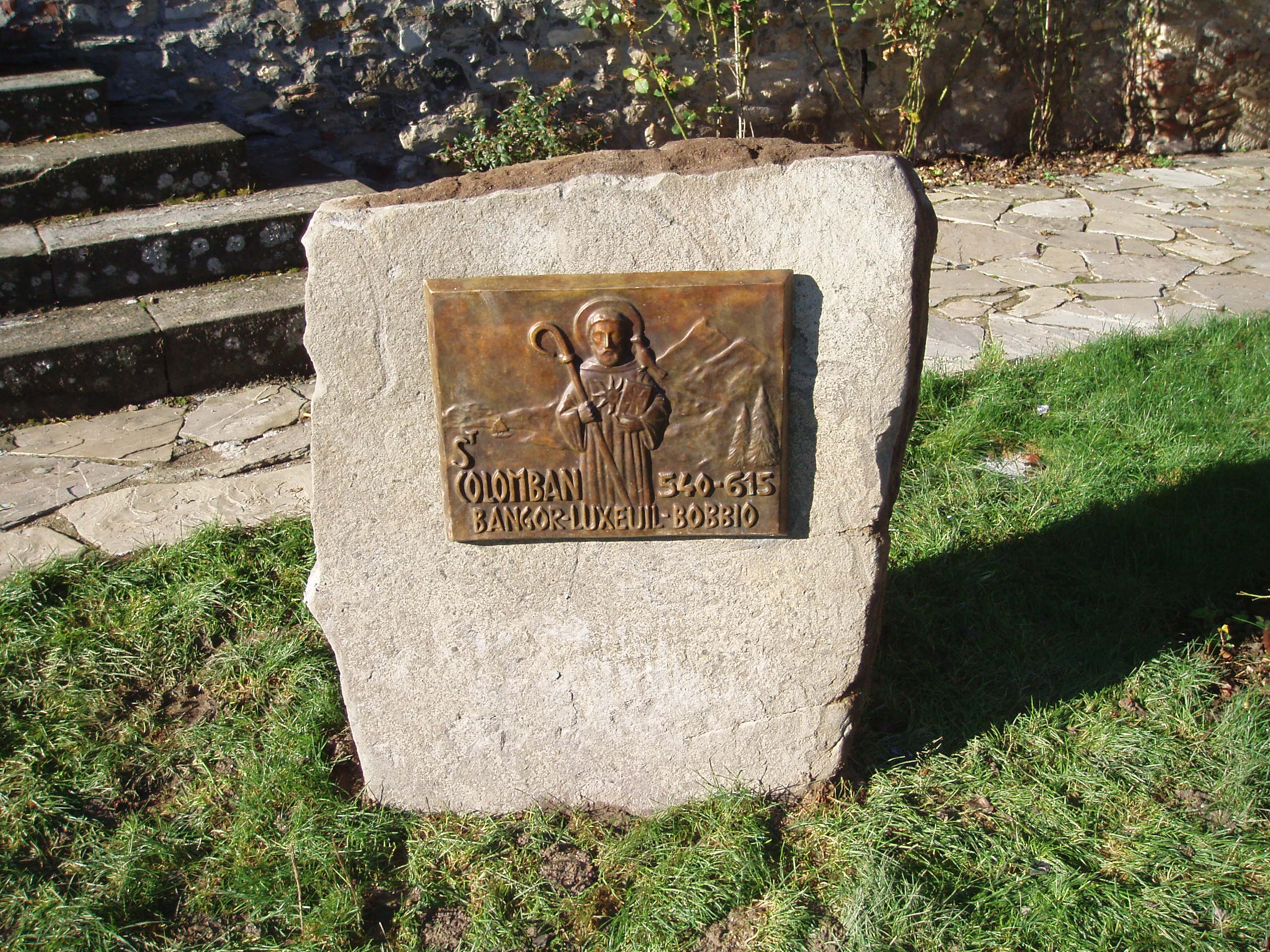
La Targa di San Colombano in bronzo posta nel giardino dell'Abbazia di San Colombano di Bobbio

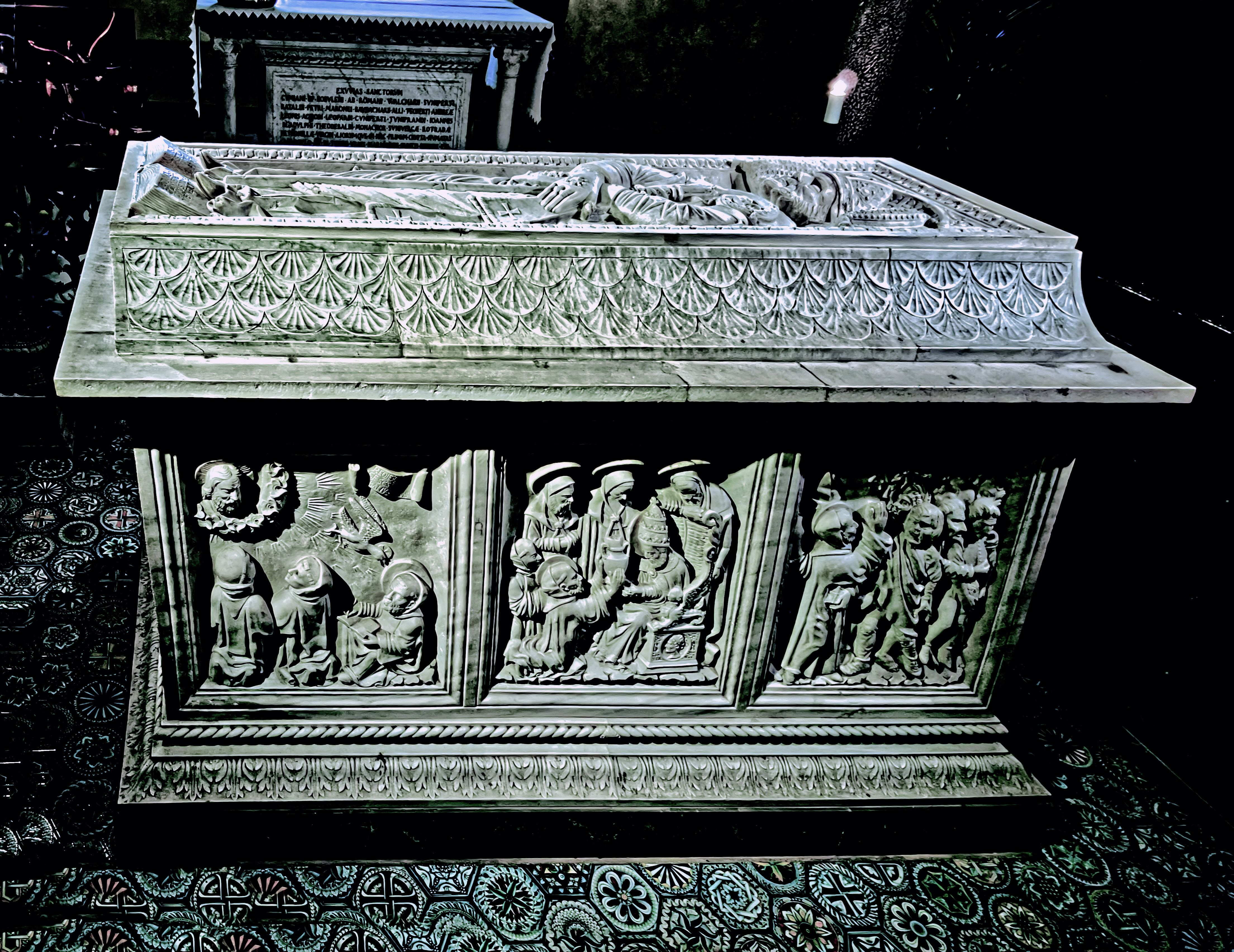
Arca sepolcrale di San Colombano (XV secolo) all'interno dell'abbazia di San Colombano di Bobbio

Il regno Longobardo al tempo di Agilulfo

Nel 612 Colombano decise di recarsi a Roma per ottenere il rispetto da parte della Chiesa romana nella figura del papa Bonifacio IV. Lungo il cammino il suo discepolo Gallo fu costretto a fermarsi perché ammalato e fondò in quel luogo l'Abbazia di san Gallo. Secondo la leggenda agiografica, per essersi voluto fermare in seguito alla malattia, Colombano avrebbe imposto al discepolo di non celebrare più messa fino alla sua morte. Nel momento della morte di Colombano, Gallo avrebbe avuto in sogno la visione di Colombano che in forma di colomba bianca saliva al cielo e avrebbe celebrato dunque la sua prima messa in suo onore.
Giunto a Pavia (allora capitale del regno longobardo) nel 612, Colombano si pose sotto la protezione del re dei Longobardi Agilulfo, che era tuttavia ariano, e della regina Teodolinda, che gli chiesero un suo intervento nella spinosa questione tricapitolina. Intervento che egli fece, come documentano le sue Lettere, richiamando le comunità cristiane all'ortodossia e alla fedeltà al vescovo di Roma, e prendendo le distanze da Agrippino, vescovo di Como, cristianizzatore delle terre lariane e allineato con la politica di autonomia dal papato seguita dal Patriarcato di Aquileia, di cui lo stesso Agrippino era espressione.
Colombano ottenne la possibilità di creare sun nuovo centro di vita monastica. Il luogo, segnalato da un certo Giocondo, si trovava nel cuore dell'Appennino in Val Trebbia. Nella zona vi era l'antico borgo romano del Castrum di Bobbio.
Colombano giunse a Bobbio nell'autunno del 614 con il proprio discepolo Attala. A Bobbio, egli riparò l'antica basilica romana di San Pietro e vi costruì attorno delle strutture in legno, che costituirono il primo nucleo della futura abbazia di San Colombano. Secondo la leggenda agiografica, nonostante la presenza di una fitta boscaglia, che ostacolava il trasporto dei materiali da costruzione, san Colombano avrebbe sollevato i tronchi come fuscelli, facendo il lavoro di trenta o quaranta uomini. La leggenda riferisce anche dell'episodio dell'orso e del bue, che fu in seguito numerose volte raffigurato nell'arte: un orso uscito dalla foresta avrebbe ucciso uno dei due buoi aggiogato all'aratro di un contadino, ma san Colombano avrebbe convinto l'orso a lasciarsi aggiogare all'aratro per terminare il lavoro al posto del bue ucciso.
Nella quaresima del 615 Colombano si ritirò nell'eremo di San Michele presso Coli, lasciando a Bobbio come suo vice Attala e tornando al monastero solo alla domenica. Qui gli giunse la visita di Eustasio, suo monaco priore a Luxeuil (e futuro successore), inviato dal re Clotario II, il quale aveva nel frattempo riunito sotto il suo dominio i tre regni merovingi precedentemente esistenti e desiderava il suo ritorno in Francia.
Colombano morì a Bobbio, nell'abbazia che aveva fondato, all'età di 75 anni, la domenica 23 novembre del 615. Come secondo abate del monastero gli succedette Attala (615-627). La sua tomba si trova tuttora nella cripta dell'abbazia insieme a quelle degli abati suoi successori (Attala, Bertulfo, Bobuleno e Cumiano), e di altri diciotto monaci e di tre monache.
Giona, monaco nell'abbazia di San Colombano a Bobbio, fu incaricato dall'abate Attala di scrivere una biografia in latino del santo che è la fonte principale per le vicende della sua vita.

## L'eredità di san Colombano

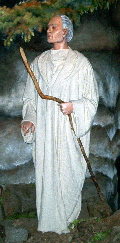
San Colombano. Statua del santo nella città natale di Navan

Nel panorama del monachesimo altomedioevale, l'abbazia di Bobbio acquisì un notevole rilievo, grazie non solo alla notevole dotazione patrimoniale, e alla protezione regia e poi imperiale di cui godette fin dalla sua fondazione, ma anche e soprattutto per l'attività culturale che vi si svolgeva.
Già nell'VIII secolo l'abbazia fu nota per l'attività del suo scriptorium e per la ricchezza della sua biblioteca.

### Regola di san Colombano
La regola monastica di san Colombano si compone di due scritti:
- la regula monachorum, in 10 capitoli (obbedienza, silenzio, digiuno, disprezzo dei beni terreni, ripudio della vanità, castità, preghiera, discrezione, mortificazione di superbia e orgoglio, buon esempio);
- la regula cenobialis, con numerosi capitoli relativi alle penitenze per le colpe dei monaci.

Colombano scrisse inoltre il Paenitentiale, che seguendo l'evangelico discorso della Montagna esalta la debolezza e l'umiltà contro il vigore fisico intellettuale e la potenza politica.
La regola prevedeva pratiche ascetiche e penitenza. Comprendeva l'obbligo per i monaci di esercitarsi ogni giorno anche nel campo culturale e di leggere e copiare i libri, istituendo scriptoria e biblioteche nei monasteri.
La regola fu approvata al concilio di Mâcon nel 627, grazie anche all'opera dell'abate di Luxeuil san Eustasio.
Venne parzialmente modificata già dalla fine del VII secolo, assimilandosi progressivamente alla meno severa regola benedettina verso la metà dell'VIII secolo, ed adottandola definitivamente dopo il Capitolare di Aquisgrana del 817 voluto dall'imperatore Ludovico il Pio, attraverso il riformatore San Benedetto d'Aniane abate di Novalesa, ed imposto a tutti i monasteri.

### Sermoni e Lettere
Sono attribuiti a Colombano 17 sermoni, di cui 13 ufficialmente accettati come opere autentiche del santo irlandese.
Vi sono sei lettere che Colombano scrisse a papi, vescovi e sovrani:
1. Lettera I - Scritta attorno all'anno 600 e indirizzata a papa Gregorio Magno (590-604), è incentrata sulla complessa questione della datazione della Pasqua
2. Lettera II - Scritta nel 603 ed indirizzata ai Vescovi presenti al Sinodo di Chalon-sur-Saône, cui era invitato, indetto per giungere a una composizione della controversia sulla datazione della Pasqua
3. Lettera III - Scritta o nel 604 a papa Sabiniano o forse fra il 609 e 610 a papa Bonifacio IV. Non potendosi recare a Roma, Colombano scrisse al successore di papa Gregorio Magno, riaffermando la tradizione irlandese e chiedendo l'approvazione alla Sede Apostolica
4. Lettera IV - Scritta a Nantes nel 610 da Colombano ai suoi monaci dell'Abbazia di Luxeuil, dopo il suo arresto ed essere stato bandito dal regno dalla regina Brunechilde e suo nipote Teodorico II, da Nantes attendeva di essere imbarcato per l'Irlanda, ma poi riuscì a scappare
5. Lettera V - Scritta nel 613 a papa Bonifacio IV, preoccupato dalla situazione complessa dell'Italia settentrionale, dall'arianesimo e dalle divisioni in seno alla Chiesa
6. Lettera VI - Non datata, la lettera è scritta a un discepolo non precisato, che di nuovo chiede di essere istruito

### Poesie o Carmi
- Carme sulla fugacità della vita terrena
- Versi di Colombano ad Unaldo
- Versi di Colombano a Seth
- Carme navale
- Colombano al fratello Fidolio

## Culto

### Reliquie
Parte del teschio del Santo, che è nella teca del Busto argenteo di San Colombano, e gli utensili appartenuti al monaco irlandese (come la Tazza di San Colombano ed il Coltello di San Colombano) sono conservati nel Museo dell'Abbazia di San Colombano di Bobbio.

### Patronati
San Colombano il 23 novembre 2002 è stato ufficialmente nominato santo patrono dei motociclisti, in ricordo della sua vita perennemente in viaggio lungo l'Europa, alla ricerca di persone, esperienze e della trasmissione del messaggio cristiano. Con una cerimonia al Passo del Penice è stato posto un monumento ai motociclisti con la statua del santo protettore in alto ed un mosaico, opera dell'architetto Giovanni Sartori con la scritta «Gli amici di San Colombano - Federazione motociclistica italiana - 23.11.2002», posto ai piedi del monumento al centro del piazzale del passo appenninico fra il confine regionale emiliano e lombardo. Alla proclamazione e benedizione si sono avuti gli interventi del primate d'Irlanda, il cardinale Cahal Brendan Daly, per la benedizione, di mons. Piero Coletto, segretario dell'associazione «Amici di San Colombano», del presidente della Federazione motociclistica italiana, Paolo Sesti, del presidente degli Amici di San Colombano, Agostino Zanetti e del sindaco di Bobbio, Roberto Pasquali, attorniato dai membri del Moto club Bobbio. Presenti gli ambasciatori d'Irlanda in Italia e presso la Santa Sede e numerose autorità civili, militari, religiose e sportive.

### Feste
Il giorno di festa per San Colombano è stato inserito nel calendario liturgico della Chiesa cattolica il 15 maggio 1969 da parte di Papa Paolo VI, su domanda dell'allora vescovo di Bobbio Pietro Zuccarino
La festa in onore del santo a Bobbio, celebrata ogni anno in occasione della sua festività il 23 novembre, è preceduta da una novena di preghiera nella cripta dell'abbazia, e comprende processioni e cerimonie religiose presso l'abbazia.

## Opere
- San Colombano abate, Istruzioni e regola dei monaci, Abbazia San Benedetto, Milano 1997.
- San Colombano, Lettere e poesie, Abbazia San Benedetto, Milano 1998. ISBN 978-88-87796-36-0
- San Colombano. Le opere, a cura di Inos Biffi e Aldo Granata, Jaca Book, Milano 2001
- San Colombano, Le opere - Lettere - Istruzioni - Regole - Penitenziale - Poesie, a cura di don Aldo Maggi, 2ª edizione, p. 190, Edizioni La Trebbia, Spampa Grafiche Bobiensi, Bobbio, novembre 2020